# Acalypha ulmifolia
Acalypha ulmifolia é uma espécie de flor do gênero Acalypha, pertencente à família Euphorbiaceae.